# El duende
El duende es una zarzuela o comedia lírica en dos actos con música de Rafael Hernando y libreto de Luis Olona que fue estrenada en el Teatro Variedades de Madrid el 6 de junio de 1849.
A su retorno de París, Hernando se propone dar forma a la pieza lírico dramática existente en España. Después de un primer éxito con Palos de Ciego en 1849, compondrá Colegialas y Soldados ese mismo año dando lugar a lo que se conoce como Zarzuela restaurada. El éxito posterior de El duende, con 120 representaciones en esa temporada, establecerá una nueva estructura formal en el género.

## Personajes
| Personaje                                                    | Tesitura  | Reparto del estreno, 6 de junio de 1849 |
| ------------------------------------------------------------ | --------- | --------------------------------------- |
| Doña Inés, viuda que se quiere casar con don Carlos          | soprano   | Juana Samaniego                         |
| Doña Sabina, viuda rica prometida de don Calisto             | contralto | María Bardán                            |
| Juana, criada de doña Sabina y novia de Antonio              | soprano   | Josefa Ramos                            |
| Don Carlos, primo de doña Inés enamorado de ella sin saberlo | bajo      | Manuel Catalina                         |
| Don Calixto, tío de doña Inés y don Carlos                   | bajo      | José Aznar                              |
| Don Diego, capitán que quiere a doña Inés                    | barítono  | José Cortés                             |
| Antonio, criado de don Carlos y novio de Juana               | barítono  | Fernando Navarro                        |

## Argumento
Acto I
Don Carlos, un joven rico y vividor es presionado por su tío Don Calisto para casarse con una desconocida si no quiere ser desheredado. Sin embargo, lo que él no sabe es que la mujer propuesta es aquella que un día conoció en una fiesta y de la que se enamoró, doña Inés.
Don Carlos llega huyendo a la residencia de Don Calisto para pedirle dinero y poder pagar la exención para no tenerse que alistar en el ejército. Su tío no se lo da por no quererse casar y en venganza Don Carlos seduce a la prometida de su tío,  Doña Sabina, que es una viuda muy rica que le puede pagar la exención.
Posteriormente, Don Carlos se da cuenta de que su enamorada Doña Inés se encuentra en la residencia al mismo tiempo que es consciente de que Don Calisto ha hablado con el oficial Don Diego, pretendiente de Doña Inés, para que le hagan prisionero. Por una confusión el criado de Don Carlos, Antonio, y por orden de su amo, secuestra a Doña Sabina en vez de a Doña Inés en su huida de los oficiales hacia Alcalá de Henares.
Acto II
La escena se sitúa en una posada de Alcalá de Henares a la que han llegado Antonio junto a Doña Sabina. Don Diego suele alojarse allí, y los oficiales han terminado apresando a Don Carlos, al que llevan hacia la posada también.
Doña Inés, que conoce el paradero de la misma, también ha llegado ya que quiere pagar la exención de Don Carlos, asegurándose antes de que éste está enamorado de ella. Debido a una serie de equívocos entre los personajes, entre los cuales Don Carlos y Doña Sabina creerán que Don Calisto y Doña Inés están prometidos, Don Carlos terminará declarando su amor a Doña Inés de rodillas.
Al final las dos parejas terminarán comprometidas, los problemas económicos de Don Carlos y su criado Antonio solucionados y a Don Diego le quedará la esperanza de volverse a enamorar.

## Números musicales
Acto I
1. Divertimento instrumental.
2. Coro de cazadores "Al ciervo corramos".
3. Duetino de Juana y Antonio "Bien sé yo".
4. Aria bufa de Don Calixto "Basta ya, señor sobrino".
5. Dúo de Doña Inés y Don Diego "Don Diego, estoy turbada".
6. Polka burlesca.
7. Canción del duende "Siempre al niño".
8. Coro de soldados "Todos prepárense".
9. Final del acto I "Alto allá, alto el prófugo".
Acto II
10. Coro y estrofas de introducción "Al baile, al baile".
11. Seguidillas "Con el zangoloteo".
12. El tipití, duetino de Doña Sabina y Antonio "Pensando en que se acerca".
13. Terceto de Antonio, Don Calixto y Don Diego "Pronto, pronto".
14. Arieta de Don Carlos "No importa que esta boda".
15. Romanza de Don Diego "Fantasmas risueños".
16. Coro de soldados "Cantad, cantad, compañeros".
17. Final "Marchemos al punto".

## Características
Esta obra es perteneciente a un molde dramático de transición que ocupó el periodo de 1949 a 1951 en el que aparecen elementos de la tradición anterior a 1830 con nuevas formas más europeas.
A consecuencia del periodo revolucionario popular en el que la obra se encuadra, aparecen valores tradicionales como el patriótico, los sacrificios de la naciente burguesía, etc.
Debido al entusiasmo de la aristocracia por la ópera italiana, Hernando entendió que sus zarzuelas estarían destinadas al público burgués.
Debido al éxito del Bel canto italiano en Europa aparece el virtuosismo vocal, siempre limitado por las condiciones técnicas y vocales de los intérpretes.
Dividida en dos actos, está compuesta por 17 números musicales más una introducción. Los dos actos comienzan con un fragmento instrumental que en el caso del primero es mucho más extenso en forma de Sinfonía, y al que el compositor llama divertimento musical. También cada uno de ellos termina con un número concertante, siguiendo la línea de las obras cómico-líricas que triunfan en Europa.
Hernando desarrolla dentro de los números un nuevo estilo de recitativo en el que la acción dramática no se detiene. Aparecen por tanto dos tipos de números musicales: los que paralizan la acción (de tendencia expresiva) y los que la continúan.
La caracterización de los personajes es moderada, dejando para determinados momentos del número el humor.
Dentro de este nuevo género aparecen en él números musicales como la seguidilla, que formaban parte de la anterior tonadilla.
La orquesta se refuerza, incrementándose la presencia del viento metal.

## Grabaciones
En la actualidad no se encuentra ninguna grabación comercial de las zarzuelas de Hernando. Con respecto a El duende existe una grabación de una serie de piezas cantadas con acompañamiento de piano que se realizó en la sala Conde Duque de Madrid el 6 de noviembre de 2004. Esta grabación fue retransmitida por Radio Clásica el 12 de junio de 2010 y se puede consultar en la página web de RTVE en su sección ‘ A la carta’